# Aviación del Ejército Brasileño

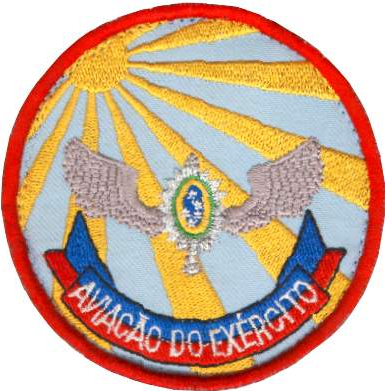
Escudo de la Aviación del Ejército Brasileño (1988)

La Aviação do Exército (AvEx) es el segmento aéreo del Ejército Brasileño con el objetivo principal de brindar aeromovilidad al mismo. 

## Histórico

### Aviación Militar (1913-1941)

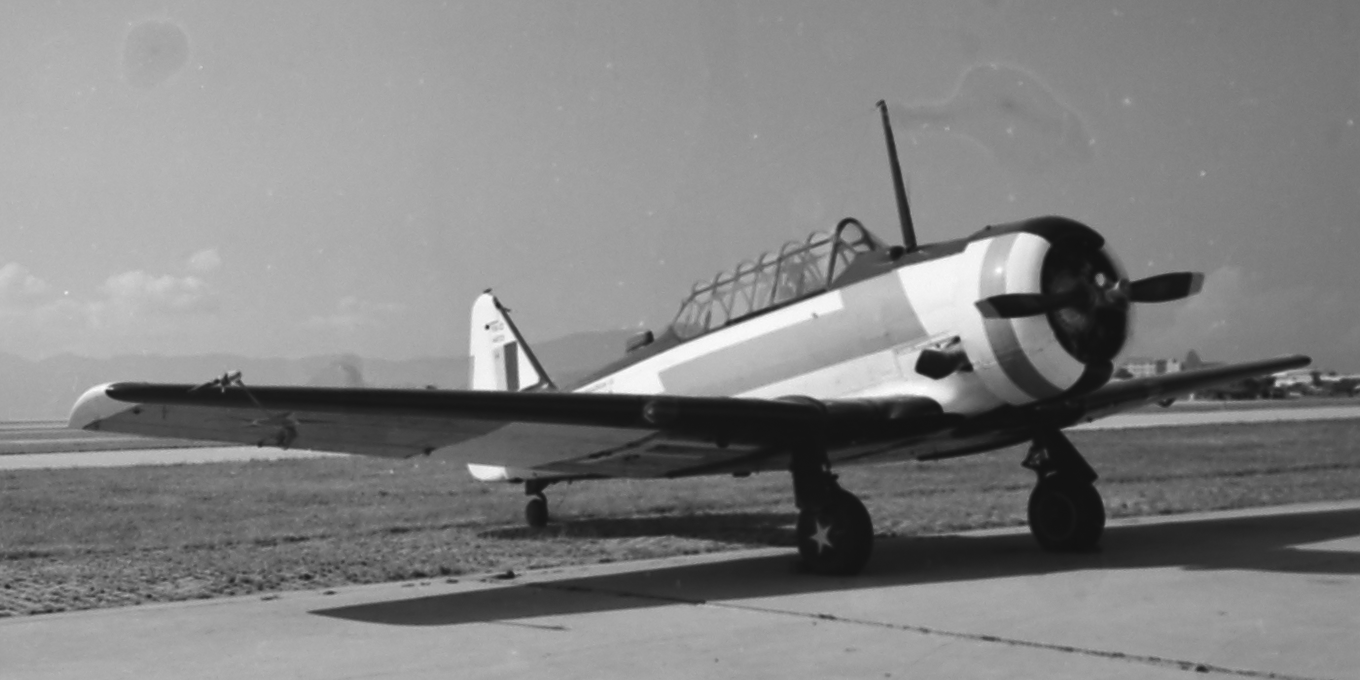
Aeronave T6 (NA-72) en colores de lac FAB

En 1913, se creó la Escola Brasileira de Aviação (EsBAv) en Campo dos Afonsos, en Río de Janeiro (RJ), cuando se adquirieron los primeros aviones militares de fabricación italiana. Por decreto presidencial, el 20 de enero de 1941, se creó el Ministerio de Aeronáutica, otorgando a la Fuerza Aérea Brasileña (FAB) el derecho exclusivo de realizar la actividad aérea militar nacional, extinguiendo así la Aviación Naval Brasileña y la Aviación Militar. En la ocasión esta transfirió 331 aviones de su inventario a la nueva fuerza, lo más destacado fueron 29 Vought V-65B y 30 North American NA-72.

### Aviación del Ejército (1986-actual)

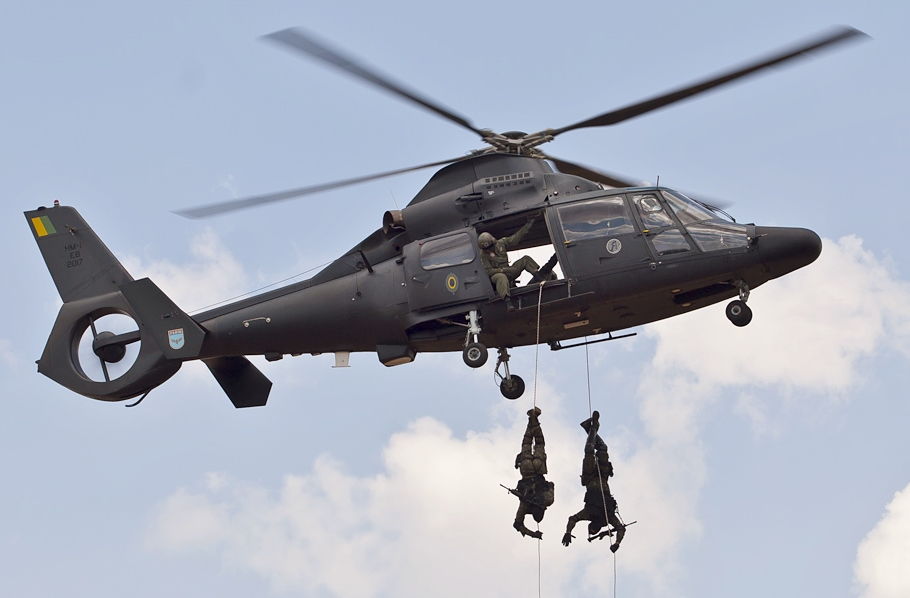
HA-1 Pantera

El resurgimiento del arma aérea del Ejército se produjo con la instalación del 1er BAvEx en la ciudad de Taubaté-SP, en enero de 1988. Actualmente, la Aviación del Ejército está compuesta por un Comando de Aviación del Ejército (CAvEx), con sede en Taubaté - SP, conformada por seis unidades: el 1er Batallón de Aviación del Ejército (1.º BAvEx), el 2.º Batallón del Departamento de Aviación (2.º BAvEx), el Batallón de Mantenimiento y Suministro de Aviación del Ejército, Centro de Instrucción de Aviación del Ejército, Base de Aviación de Taubaté y la propia CAvEx. Otras unidades están el 4º Batallón de Aviación del Ejército (4.º BAvEx), ubicado en Manaus - AM, el 3º Batallón de Aviación del Ejército (3.º BAvEx), ubicada en Campo Grande - MS y la Dirección de Material de Aviación del Ejército, ubicada en Brasilia - DF.

### Aeronaves
| Nombre                        | Tipo                                 | Cantidad                      | Origen           | Fotos                              |
| ----------------------------- | ------------------------------------ | ----------------------------- | ---------------- | ---------------------------------- |
| Airbus Helicopters Fennec     | Helicóptero militar multiproósito    | 20                            | Francia          |                                    |
| Eurocopter AS565 Panther      | Helicóptero militar de asalto armado | 34                            | Francia          | Helicóptero Pantera HM-1 (cropped) |
| Eurocopter AS350 Ecureuil     | Helicóptero utilitario ligero        | 18                            | Francia · Brasil |                                    |
| Eurocopter AS 532 Cougar      | Helicóptero utilitario medio         | 8                             | Francia          |                                    |
| Eurocopter EC725 Super Cougar | Helicóptero de transporte táctico    | 17                            | Francia · Brasil |                                    |
| Sikorsky UH-60 Black Hawk     | Helicóptero utilitario               | 4                             | Estados Unidos   |                                    |
| Short C-23 Sherpa             | Avión de transporte                  | en proceso de adquisición (6) | Estados Unidos   |                                    |